# Região Nordeste (Tailândia)

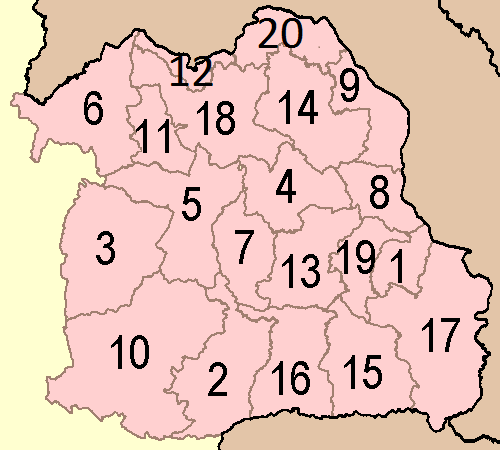
Mapa das Províncias de Isan

Isan ou Região Nordeste (em tailandês: อีสาน; romaniz.: isan), também escrito Isaan, Issan e Esarn, é a região nordeste da Tailândia,  uma das quatro regiões daquele país, composta por 19  províncias. As regiões da Tailândia não possuem funções administrativas, sendo utilizadas apenas para fins  estatísticos e  geográficos. 
Está localizada no planalto de Khorat. Limita ao norte e ao leste com Laos, ao sul com Camboja e Leste Tailandês e ao oeste com  Central e do Norte. A agricultura é a principal atividade econômica. Isan constitui a mais pobre das regiões tailandesas.
A língua mais utilizada na região é o isan (similar ao laociano), mas o tailandês também é muito usado; o quemer é falado no sul. A maior parte da população tem sua origem em Laos, mas a incorporação da região ao estado moderno tailandês tem sido muito êxitos. Os aspectos culturais proeminentes de Isan incluem a música mor lam, o muay thai, a rinha de galo e as comidas, entre as que se destaca o arroz glutinoso.

## Províncias
1. Amnat Charoen
2. Buri Ram
3. Chaiyaphum
4. Kalasin
5. Khon Kaen
6. Loei
7. Maha Sarakham
8. Mukdahan
9. Nakhon Phanom
10. Nakhon Ratchasima
11. Nong Bua Lam Phu
12. Nong Khai
13. Roi Et
14. Sakon Nakhon
15. Si Sa Ket
16. Surin
17. Ubon Ratchathani
18. Udon Thani
19. Yasothon